# اکیوکاش، مودورنو
اکیوکاش، مودورنو (به لاتین: Akyokuş, Mudurnu) یک منطقهٔ مسکونی در ترکیه است که در استان بولی واقع شده‌است.

## خصوصیات
اکیوکاش ۲۴۵ نفر جمعیت دارد.